# Aeonium nobile
Aeonium nobile ist eine Pflanzenart aus der Gattung Aeonium in der Familie der Dickblattgewächse (Crassulaceae).

## Beschreibung

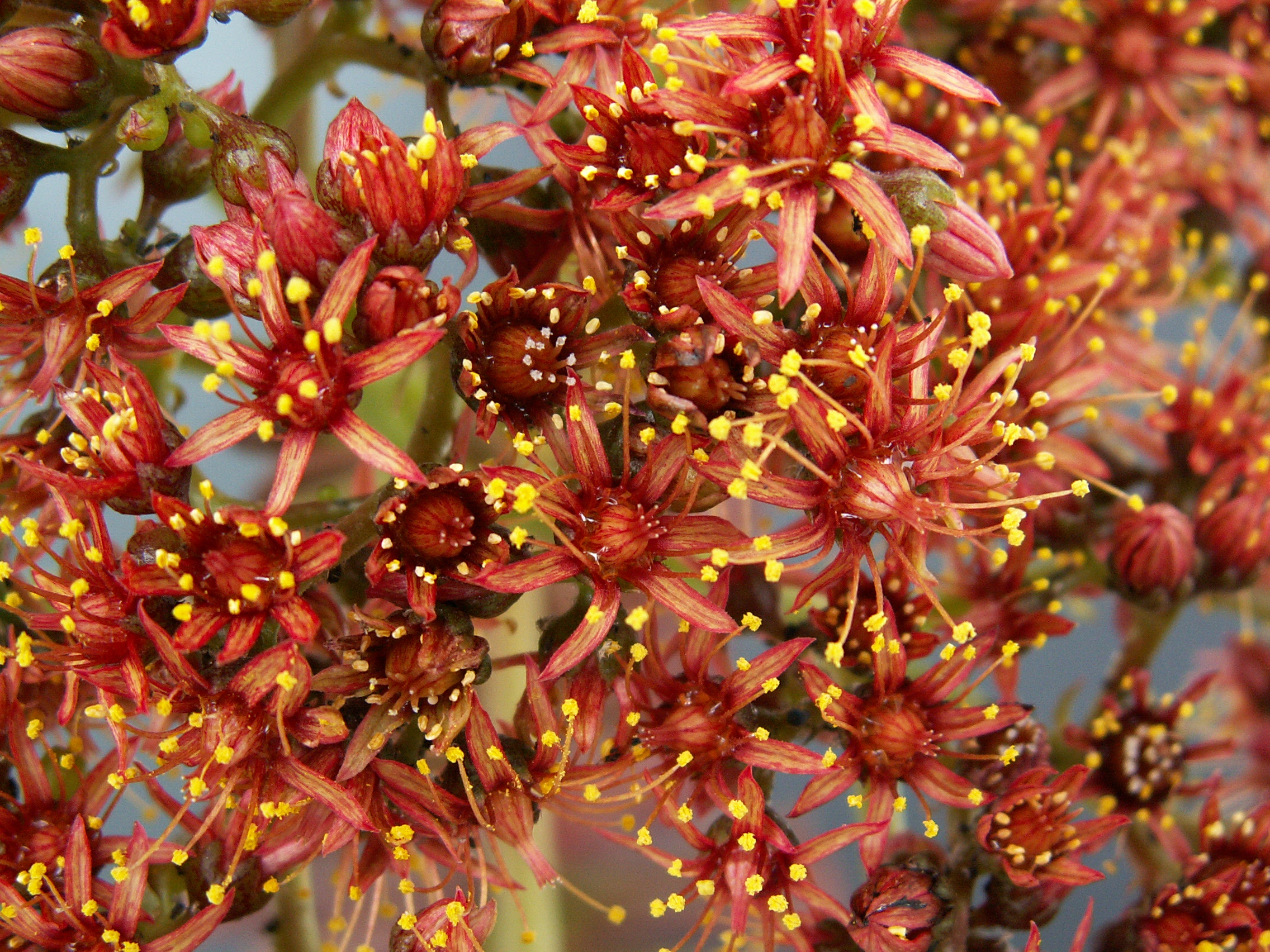
Blüten

### Vegetative Merkmale
Aeonium nobile wächst als mehrjährige, kräftige, monokarpe Rosettenpflanze. Die kahlen, mehr oder weniger glatten, ziemlich kräftigen Triebe weisen einen Durchmesser von 10 bis 30 Millimetern auf. Ihre breit becherigen bis ziemlich flachen Rosetten erreichen einen Durchmesser von 25 bis 80 Zentimetern. Ihre inneren Blätter sind mehr oder weniger aufrecht. Die verkehrt eiförmigen, oft der Länge nach gefalteten, gelblich grünen, fast kahlen, jung häufig klebrigen Laubblätter sind 7 bis 50 Zentimeter lang, 4 bis 30 Zentimeter breit und 0,6 bis 1,8 Zentimeter dick. Zur Spitze hin sind sie spitz oder zugespitzt. Die Basis ist verschmälert oder manchmal keilförmig. Der Blattrand ist im unteren Teil gelegentlich mit einigen zerstreuten Wimpern besetzt, die bis zu 0,5 Millimeter lang sind. Die Blätter sind manchmal, besonders entlang des Randes, rötlich oder bräunlich variegat.

### Generative Merkmale
Der flachgipfelige bis breit kuppelförmige Blütenstand weist eine Länge von 20 bis 40 Zentimetern und eine Breite von 30 bis 60 Zentimetern auf. Der Blütenstandsstiel ist 2 bis 5 Zentimeter lang. Die sieben- bis neunzähligen Blüten stehen an einem 1 bis 2 Millimeter langen, schwach flaumhaarigen Blütenstiel. Ihre Kelchblätter sind schwach flaumhaarig. Die weißlichen, intensiv variegaten, lanzettlichen, zugespitzten Kronblätter sind 3 bis 5 Millimeter lang und 1 bis 1,5 Millimeter breit. Die Staubfäden sind kahl.

### Chromosomenzahl
Die Chromosomenzahl beträgt 2n = 36.

## Systematik und Verbreitung
Aeonium nobile ist auf La Palma in Höhen von bis zu 750 Metern verbreitet.
Die Erstbeschreibung als Sempervivum nobile durch Robert Lloyd Praeger wurde 1925 veröffentlicht. 1928 stellte er die Art in die Gattung Aeonium.

## Nachweise